# EN Большой Медведицы
EN Большой Медведицы (лат. EN Ursae Majoris), HD 89343 — одиночная переменная звезда в созвездии Большой Медведицы на расстоянии приблизительно 432 световых лет (около 133 парсеков) от Солнца. Видимая звёздная величина звезды — от +5,88m до +5,83m.

## Характеристики
EN Большой Медведицы — белая пульсирующая переменная звезда типа Дельты Щита (DSCTC) спектрального класса A7Vn. Эффективная температура — около 7280 К.